# Athetis squalida
Athetis squalida är en fjärilsart som beskrevs av John Henry Leech 1889. Athetis squalida ingår i släktet Athetis och familjen nattflyn. Inga underarter finns listade i Catalogue of Life.